# 港区海岸一丁目
サントリー 港区海岸一丁目（サントリー みなとくかいがんいっちょうめ）は、1986年4月13日から1988年4月3日まで、文化放送の日曜日の朝の時間帯で放送されていたラジオ番組。

## 概要
タイトルにあるとおり、サントリーの一社提供で、東京都港区海岸1丁目にある東京港竹芝ふ頭近くの鈴江組倉庫4階にあった、東京港を一望するロフトスタジオから生放送されていた。コンセプトとしては、アウトドア型志向の若者に向けて情報を発信しようというもの。このスタジオの外まで直接来て番組を聴くリスナーも出始めたため、その後パーソナリティの千倉真理がスタジオの外に出て、集まったリスナーたちと話をするパートも設けられた。なお、集まったリスナーの中にいわゆる常連と言われた人はほとんどいなく、毎週顔ぶれが違っていたという。
音楽に重点を置いた番組であり、曲は最新のヒット曲から、時代、邦楽、洋楽を問わず、朝の時間に合う曲を選んで流し、この他東京・四谷の本社（当時）からFAXで送られてくるニュースやアーティスト・芸能情報、スポーツ情報など各種情報を交えて放送していた。
1987年8月2日から数日間、番組のイベントとして倉庫を開放し「港区海岸一丁目ヤング・フリーマーケット・イン・ロフト」が行われている。また同年夏頃には、大学サークル同士の交流とネットワーク化を図るため、番組中で紹介して欲しいという大学サークルを募集していた。

## 放送時間
毎週日曜日 7:00 - 8:30

## 出演者
- パーソナリティ - 千倉真理
- アシスタント - 勇直子[7]